# Сан Мјеле (Авелино)
Сан Мјеле је насеље у Италији у округу Авелино, региону Кампанија.
Према процени из 2011. у насељу је живело 32 становника. Насеље се налази на надморској висини од 711 м.